# Scott Hicks
Scott Hicks, född 1953, är en australisk filmregissör.

## Filmografi (i urval)
- 1996 – Shine
- 1999 – Snö faller på cederträden
- 2001 – Hjärtan i Atlantis
- 2007 – Kärlek på menyn
- 2012 – The Lucky One
- 2016 – Fallen